# Jorge Coelho
Jorge Miguel Correia Coelho (Lisbona, 18 ottobre 1978) è un ex cestista portoghese.
Alto 202 cm, giocava come ala-centro.

## Carriera
Nel 2007 è stato convocato per gli Europei in Spagna con la maglia della nazionale di pallacanestro del Portogallo.

## Palmarès
- Campionati portoghesi: 2

Portugal Telecom: 2001, 2002
- Coppa di Portogallo: 4

Portugal Telecom: 2001, 2002
Porto: 2010
Madeira: 2011